# Íker Moreno
Íker Moreno Díez de Bonilla (Celaya, Guanajuato, México, 14 de septiembre de 2003) es un futbolista mexicano. Juega de lateral derecho y su equipo actual es el Club Puebla de la Primera División de México.

## Trayectoria

### Club América
Debutó, en Primera División, el 15 de abril de 2022 en la victoria 1 a 3 del Club América sobre el Club Tijuana.

### Club Atlético de San Luis
A mediados de 2023 se incorporó al plantel del Club Atlético de San Luis, convirtiéndose en el segundo fichaje de los potosinos para el Apertura 2023.